# 台灣宗教
| 台灣宗教信徒比率（2022） | 台灣宗教信徒比率（2022） | 台灣宗教信徒比率（2022） | 台灣宗教信徒比率（2022） | 台灣宗教信徒比率（2022） |
| ------------------------ | ------------------------ | ------------------------ | ------------------------ | ------------------------ |
|                          |                          |                          |                          |                          |
| 臺灣民間信仰             | 臺灣民間信仰             |                          | 27.9%                    | 27.9%                    |
| 無宗教信仰               | 無宗教信仰               |                          | 23.9%                    | 23.9%                    |
| 佛教                     | 佛教                     |                          | 19.8%                    | 19.8%                    |
| 道教                     | 道教                     |                          | 18.7%                    | 18.7%                    |
| 新教                     | 新教                     |                          | 5.5%                     | 5.5%                     |
| 一貫道                   | 一貫道                   |                          | 2.2%                     | 2.2%                     |
| 天主教                   | 天主教                   |                          | 1.4%                     | 1.4%                     |

臺灣各宗教之發展受《中華民國憲法》保障。在現行憲政體制下，法律不得限制人民之宗教自由，並且各宗教間皆為平等。除此之外，臺灣漢族人口佔98%以上，因此大多數人同時信仰融合了佛、道的臺灣民間信仰，根據2019年AIT的最新統計數據，總計佔臺灣人口中約77.8%，基督宗教所有派系合計佔6.8%，其他（包括無神論、無宗教信仰、不可知論者）佔15.4%，相較於前2010年的統計數據，基督宗教及無信仰者的比例相對提升，其餘信仰則略微降低。

## 概述
基於憲法保障宗教自由，亦不設國教的基本國策，各式宗教信仰蓬勃發展。

### 多重選擇
根據美國國務院《2020 年國際宗教自由報告–臺灣部分》調查結果，2020年，臺灣人口約為2,360萬人，有超過80%的人口信奉臺灣民間信仰，並自認為同時是佛道教徒。許多人也將傳統民俗宗教的元素融入佛、道、儒教或其他宗教，例如添加薩滿、祖先崇拜、泛靈信仰、法輪功等。
根據出版物《The Global Situation》2010年的資料，在台灣佛教、儒教、道教這三者融合難分，總計佔台灣人口中約93%，基督教所有派系合計佔4.5%，其他佔2.5%。

### 單一選擇
根據2005年美國中央情報局的調查，臺灣人口中佛教佔35.3%、道教佔33.2%、民間信仰（包含儒教）佔約10%、基督教佔3.9%，無信仰或拒答佔18.2%。
| 台灣宗教信徒比率（單選）           | 台灣宗教信徒比率（單選）           | 台灣宗教信徒比率（單選） | 台灣宗教信徒比率（單選） | 台灣宗教信徒比率（單選） |
| ---------------------------------- | ---------------------------------- | ------------------------ | ------------------------ | ------------------------ |
|                                    |                                    |                          |                          |                          |
| 佛教                               | 佛教                               |                          | 35.3%                    | 35.3%                    |
| 道教                               | 道教                               |                          | 33.2%                    | 33.2%                    |
| 基督信仰                           | 基督信仰                           |                          | 3.9%                     | 3.9%                     |
| 民間信仰（包含佛教、道教、儒教等） | 民間信仰（包含佛教、道教、儒教等） |                          | 10%                      | 10%                      |
| 無信仰或拒答                       | 無信仰或拒答                       |                          | 18.2%                    | 18.2%                    |
| 中央情報局2005年調査               |                                    |                          |                          |                          |

假設只能單一信仰，中央研究院社會學研究所在2019年公布調查，49.3%的民眾信奉傳統的民俗宗教，14%信奉佛教，12.4%信奉道教，13.2%為無宗教信仰。其餘人口主要信仰新教 (5.5%)、一貫道 (2.1%) 和天主教 (1.3%)。其他宗教團體則有：猶太教、遜尼派伊斯蘭教、天帝教、天德教、理教、軒轅教 (黃帝教)、天理教、先天救教、山達基教、巴哈伊信仰、耶和華見證人、真光教團、耶穌基督後期聖徒教會（摩門教）、世界和平統一家庭聯合會 (統一教)。
| 台灣宗教信徒比率（單選） | 台灣宗教信徒比率（單選） | 台灣宗教信徒比率（單選） | 台灣宗教信徒比率（單選） | 台灣宗教信徒比率（單選） |
| ------------------------ | ------------------------ | ------------------------ | ------------------------ | ------------------------ |
|                          |                          |                          |                          |                          |
| 傳統民俗宗教             | 傳統民俗宗教             |                          | 49.3%                    | 49.3%                    |
| 佛教                     | 佛教                     |                          | 14%                      | 14%                      |
| 無宗教信仰               | 無宗教信仰               |                          | 13.2%                    | 13.2%                    |
| 道教                     | 道教                     |                          | 12.4%                    | 12.4%                    |
| 新教                     | 新教                     |                          | 5.5%                     | 5.5%                     |
| 一貫道                   | 一貫道                   |                          | 2.1%                     | 2.1%                     |
| 天主教                   | 天主教                   |                          | 1.3%                     | 1.3%                     |

### 宗教建築
根據行政院國情介紹，臺灣地區現有主要宗教統計類別計有22種。2019年，臺灣地區的宗教建築（寺廟教堂數）總計為15,175，佛道寺廟達12,279，光是道教宮廟就達9,684，佛教寺廟達2,317。   在臺灣3萬6千平方公里土地上，有將近3萬3千多個供教（信）徒膜拜、聚會的場所，平均每1平方公里，就有1座寺廟或教會（堂），宗教建築的密度之高，在世界上亦屬罕見，是華人世界宗教建築密度最高的地區。

### 宗教團體法草案
目前專屬規範宗教的法律僅有中華民國憲法與監督寺廟條例。後者立法於民國18年 （1929年）除了僅簡單規範傳統的佛教與道教，且並無罰則；除了制定年代久遠，早已無法因應當代社會型態。由於對於干預信仰自由疑慮與宗教團體對於立法意見與立場不一的反對與施壓，宗教團體法草案，從2005年進入立法院至今均無結果。

## 佛教
一如其他東亞國家，佛教思想的傳佈成為建構東亞文化的特徵之一，並往往融入當地既有信仰。臺灣佛教信仰人口可能與道、儒或台灣民間信仰高度重疊。「佛」即為「佛陀」，為古印度的梵文音譯，為「覺悟」、「覺悟者」之意；指覺悟宇宙人生一切真理之意。
「佛陀」亦特指釋迦牟尼佛，釋迦牟尼原本是釋迦族悉達多太子，前623年生於古印度迦毗羅衛城 (今尼泊爾藍毗尼)。他捨棄了權位出家修道，成道之後，被尊稱為釋迦牟尼，意思為釋迦族聖者。釋迦是姓，牟尼是梵文中對聖者的通用尊稱，意為文、寂默。

### 源起

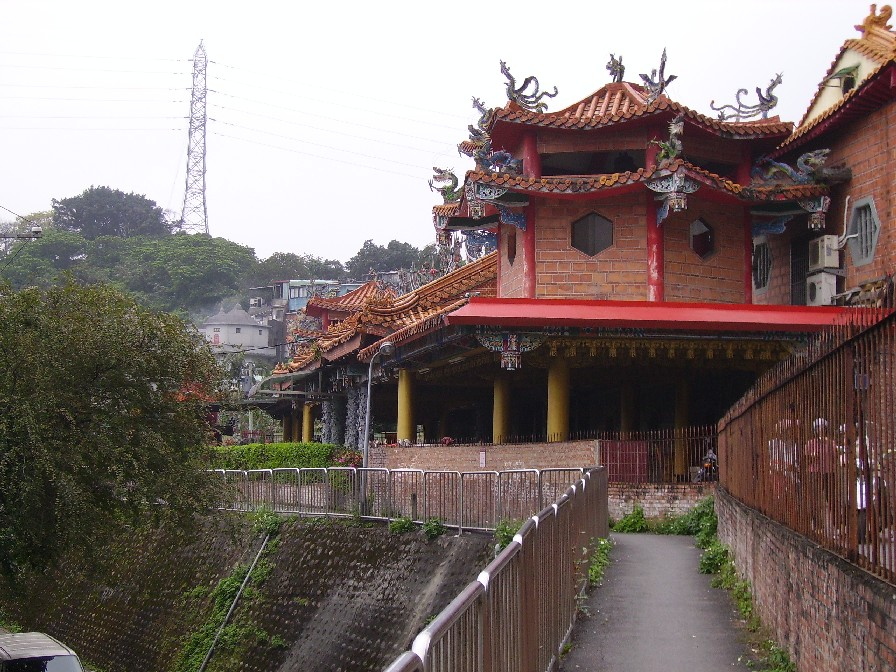
寶藏巖（觀音亭）

清朝統治中國後，閩南地區信仰發生重大變革，除了產生吸收佛教世俗化的福建道教閭山派之外，也衍生出適合漢人（閩南人）民情的佛教。此階段，以我為主體的觀音信仰，在佛教中，最容易被漢人所接受。
18世紀之後，觀音為主神的佛教。此種佛寺又以巖仔居多。巖仔，漳州人發音為（giam ah），泉州人發音為（gum ah），本來意思是山洞，後來靠近山邊的廟就都稱為巖仔。1835年刊行的《彰化縣志》：「閩省漳泉南人謂寺曰巖」。可見巖仔在當時應專指佛寺。而“巖仔”於佛寺的正式名稱又可稱為巖或岩。以巖為名的佛寺，自18世紀後大量出現於台灣，藉由觀音信仰，將佛教教義傳至台灣，例如1752年建成的芝山巖與1791年整竣完成的寶藏巖等。
除了巖仔之外，台灣清治時期主祀觀音的廟宇有寺、宮、閣、堂、壇、庵、巖等等的名稱區分。除了巖仔之外：佛亭通常為地主所蓋、寺為大廟、堂常為村廟。
另外，18世紀後的台灣道教或齋教等民間信仰於興建廟宇時，也常將佛教的觀音、佛祖聖像列於道觀或宮廟中。而所謂以天神下旨來教化民眾的神道儒教也會用佛教神祇做對象。至此，臺灣佛、道、儒教及民間信仰成為不可分的共同體。
在台灣頗負盛名，兼容民間信仰的觀音信仰聖地有艋舺龍山寺、蘆洲湧蓮寺、林口竹林寺、鹿港龍山寺、臺南大觀音亭、關子嶺碧雲寺、鳳山龍山寺及內門紫竹寺等等。民眾家裏奉祀的神佛也以觀音、媽祖、關公、土地公等為多，並常會雕飾以以觀音為主的神佛畫像觀音媽聯。

### 發展

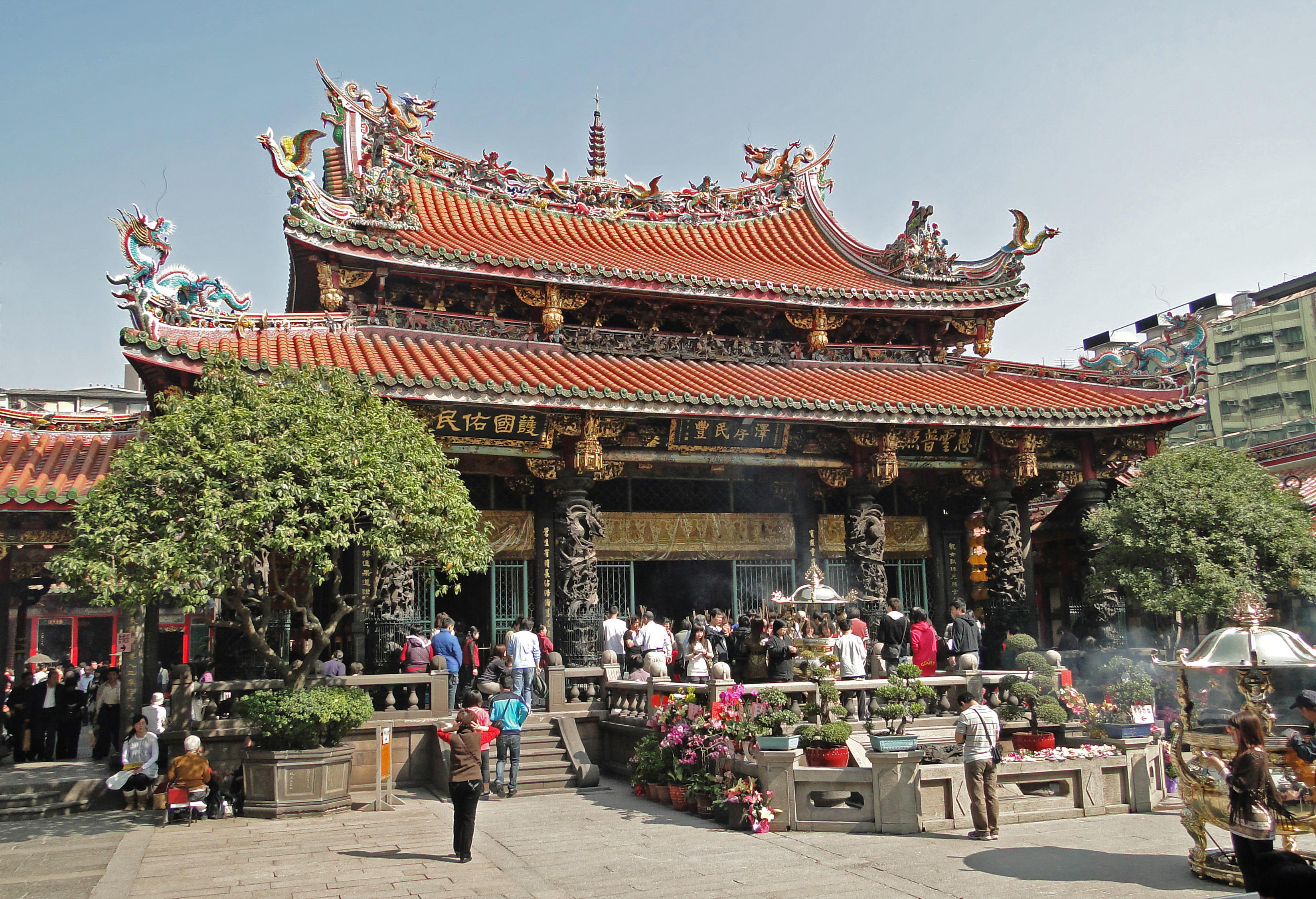
臺灣著名的廟宇臺北市艋舺龍山寺

1895年，臺灣日治時期開始。在治理臺灣所需要的宗教安定力量上，臺灣總督府捨棄19世紀末因對外戰爭勝利而興起的日本國家神道（國教化的神道信仰），而選擇了已經在臺灣稍有根基的佛教。這種與西方世界以基督教治理殖民地的「宗教殖民」不同的「宗教感化」思維模式，也讓原住民與漢人居多的臺灣，同化於日本的速度加快。
為因應現實環境，臺灣漢人不得不與在台日本人合作，並以傳統道教寺廟改建、增設日人所熟悉的佛像；如地藏王菩薩等。日人統治者，更於台灣各地設立許多寺院及佈教所。起初日本佛教各宗派與本地佛道教傳教者，雖為了增加信徒而相互競爭，使甲宗信徒歸向乙宗的情事不斷發生，也因而其間發生少數爭執。不過之後，臺灣佛教或民間信仰人口大增，加上漢化且放棄原本純巫教的大量平埔原住民族皈依佛教，讓各教派都擁有一定信徒數量，在此情況下，各派「不以信徒多寡為唯一之目的，故各宗派間不再出現任何傾軋，頗為圓滑。」
1941年，全臺灣人口共500多萬，而光是積極參與日本佛教宗派的信仰人口就達到8萬人。其中以真宗本願寺派、曹洞宗、日蓮宗、淨土宗等派為主。

### 高僧信仰
另外，明清時代來台的移民，自閩、粵等地，帶來許多高僧信仰，學者有人稱之「佛教俗神」信仰。如福建泉州安溪縣的清水祖師信仰、顯應祖師信仰，閩西的定光古佛信仰，高僧信仰亦會道教化、如道教廟宇、鸞堂也時常奉祀原屬佛教禪宗的達摩祖師、濟公與普庵禪師等。

### 現代佛教
1945年第二次世界大戰結束，臺灣進入中華民國政府時期。稍後的1950年代，因為國共內戰與中國共產黨不允許宣揚佛教等因素（中共官方奉行無神論，禁止一切宗教組織的自由活動），來台定居的大陸佛教徒日漸增多。不同於以往閩南泉州、漳州流行的較偏向世俗化的佛教徒，強調緣起、因果論的漢傳叢林佛教徒，在此時正式於台灣耕耘。
經過超過廿年的宣揚，現代佛教於1980年代中期開始於台灣盛行。加上經濟發達、政治鬆綁等因素，由中國大陸傳入的漢傳系統大乘佛教成為佛教的新興主導力量。因為教義詮釋理性化，也適合現代社會需要，佛教信徒迅速增多。不但如此，以往從未出現的佛經偈語也大量出現於各種場合。
目前臺灣佛教以淨土宗、禪宗及無所屬的宗派居多。如就團體來說，則以佛光山、法鼓山、中台山、慈濟等四大教團最具規模。

## 道教

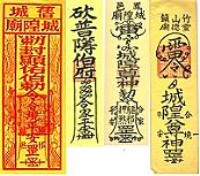
台灣常見的道教符籙

道教為中國本土宗教，歷史十分悠久。歷經推廣與傳佈後，大約可分為北方的全真教，與南方的正一教。北方全真教偏重自行主義，重視冥想、苦行，南方正一教，又稱天師教，以張天師為首領，偏重他力主義，重視符咒科儀，一般來說，台灣的道教來自南方福建泉州與漳州一代所盛行的天師教（天師道）。

### 沿革與推廣

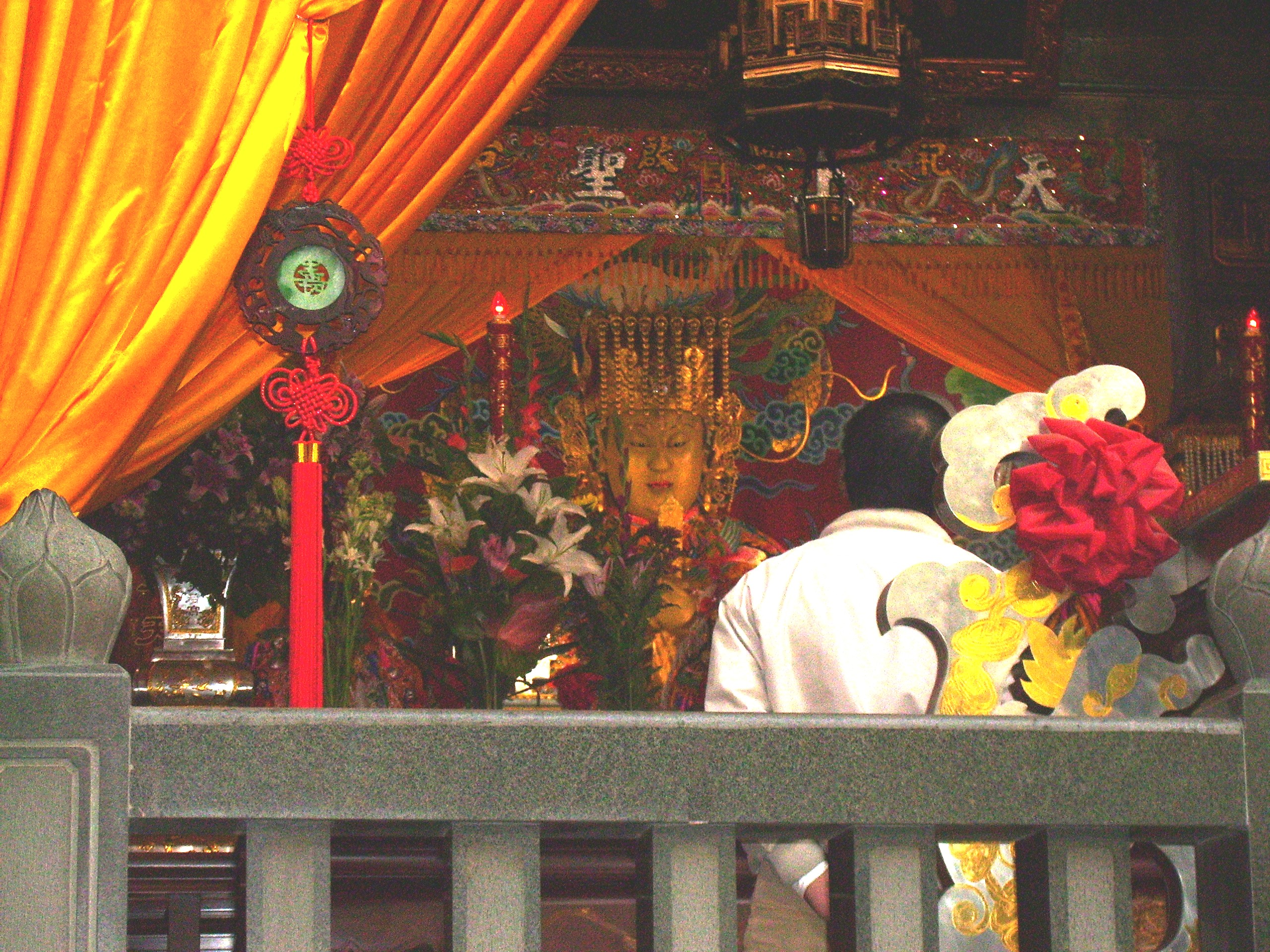
媽祖

在台灣，從台灣清治時期，經過日治時期與中華民國百年統治之後，本土發源的道教仍呈熱烈的蓬勃發展風貌。以福建巫術、佛教密宗瑜珈派與道教正一道正一派、符籙派相融合以及吸收佛教世俗化的福建道教閭山派，一直都是台灣主要信仰之一。而不論是正一派或閭山派所帶來的道士、法師及造醮觀念與習俗更是深植民心。這裡面，雖然科儀與中國其他地方不盡相同，不過台灣多數道教廟宇仍自詡為正統天師教的傳承。
1980年代之前，佛教未經印順、聖嚴、星雲、證嚴等佛教法師宣揚前，正一派或閭山派可說是全台最主要宗教。1980年代，道教勢力略為衰退。不過今只要逢年過節，畫上代表三清的三個「Ｖ」字及制式符首與符腳（閩南話稱「符仔腳」）的正一派符籙在台灣處處可見。台灣現有喜慶喪葬過程，甚至媒體節目與大部分建物，更多處可見道教科儀與風水禁忌。另外，閭山符籙延伸的收驚儀式，更是全台北最大廟宇行天宮的主要特色。

### 道士
在台灣，道士的宗教約略任務有二，一則度生，一則度死。所謂度死，乃是指喪葬的科儀與做功德，所謂度生，又可分為祈福與驅邪。前者有建醮，謝平安，做三獻等，後者指安胎，起土，補運等。而從事的人員通常稱司公。若再細分，盛行的有正一派與閭山派，閭山派又可分為臨水夫人派與法主公派，臨水夫人派的紅頭司公專門度生，作喜慶的法事居多；法主公派的烏頭司公專門度死，作超渡的法事居多。

## 基督信仰

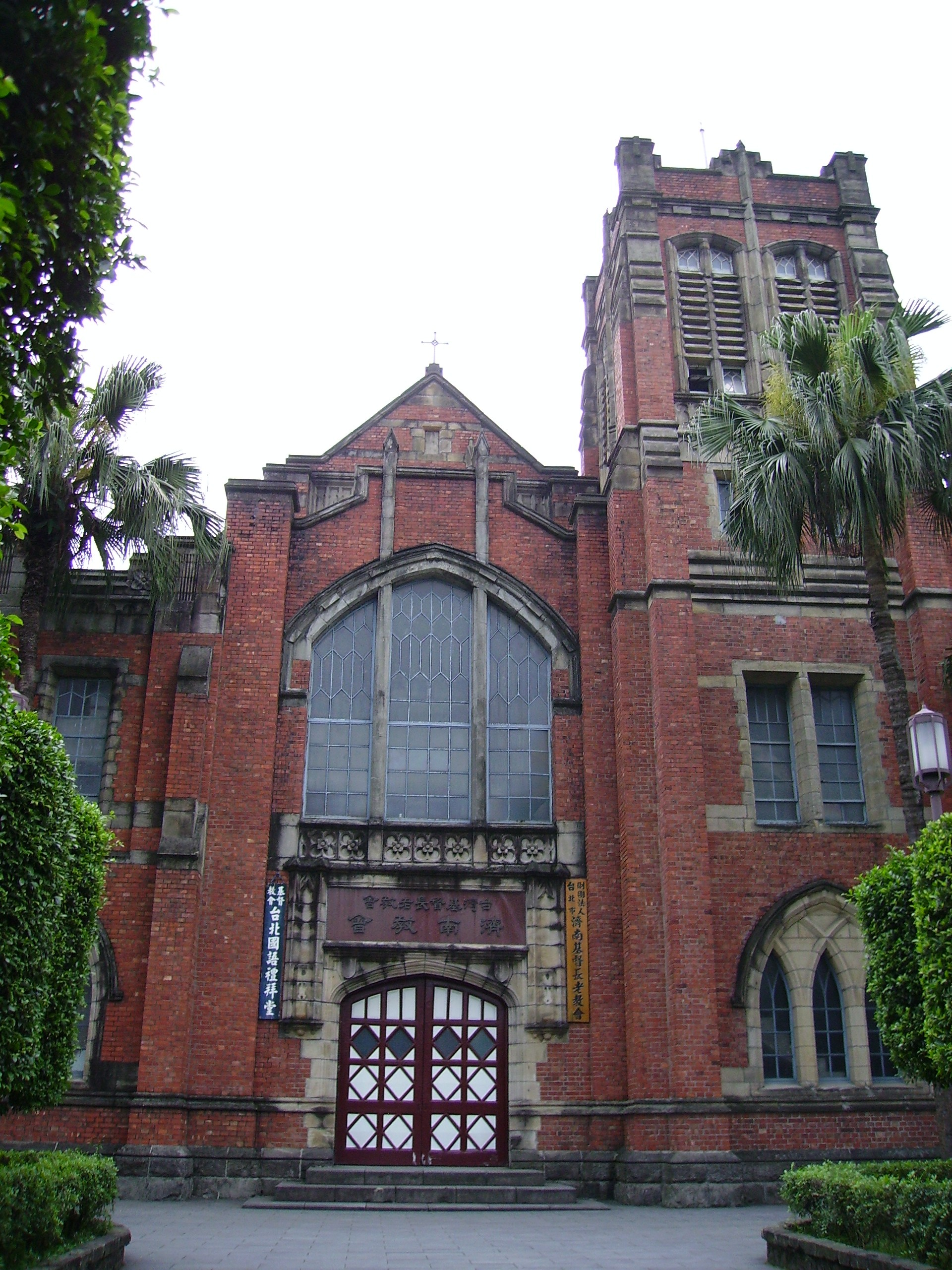
台北的濟南基督長老教會

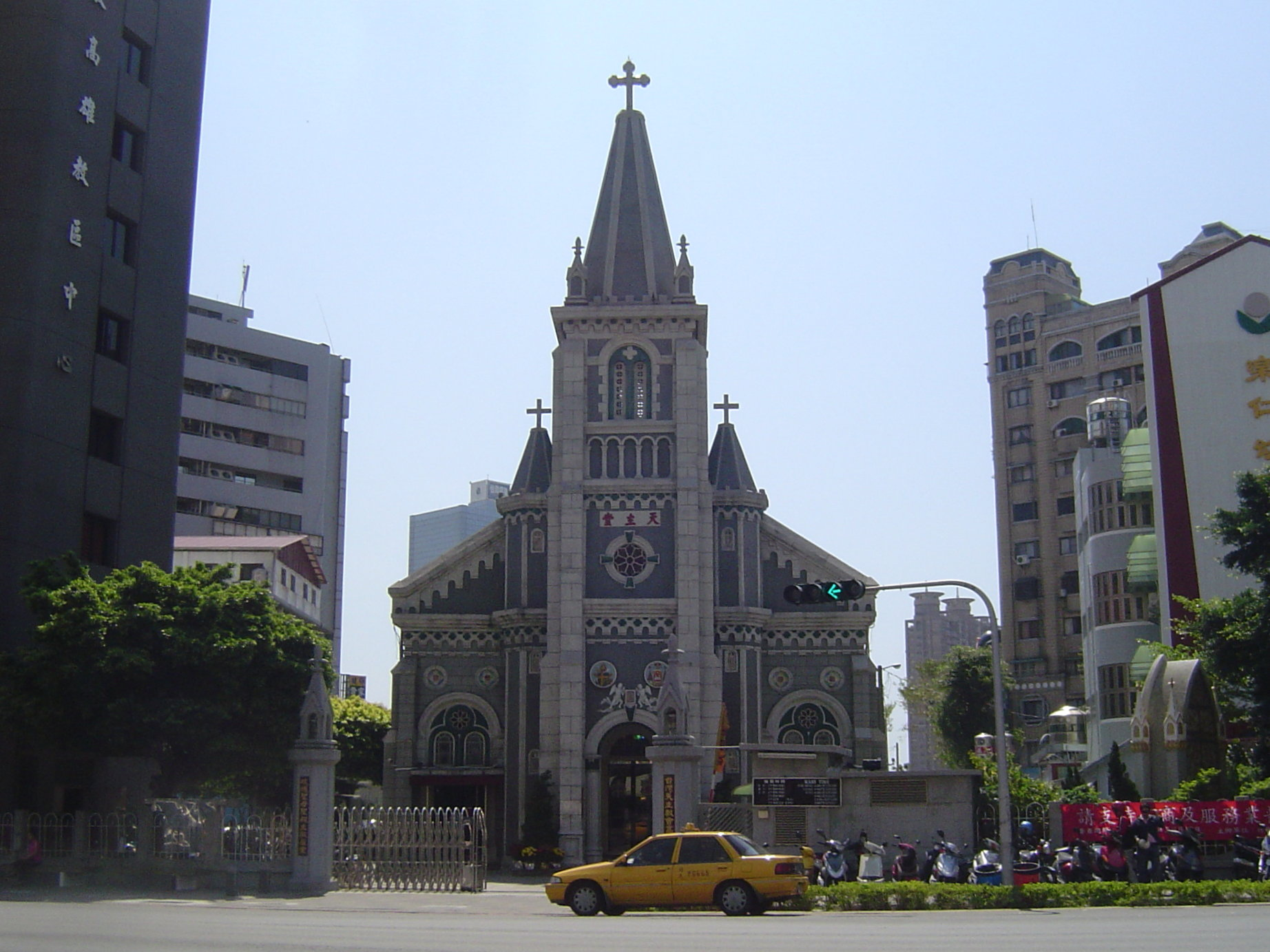
台灣天主教發源地，1859年創建的高雄前金天主堂

基督宗教是最早進入臺灣的世界性宗教。一般來說，「基督教」是包括天主教會、東正教會、新教等所有正統基督信仰的教派，但在華語圈包括台灣，「基督教」一詞經常專指新教，而不包括天主教、東正教等其他基督宗教派別。現今在台灣，台灣基督長老教會及天主教會為人數較多的教會。
根據臺灣基督長老教會的資料，大約百份之七十的臺灣原住民族信奉基督教各宗派，而約有百份之五的臺灣漢人信奉基督教各宗派。
史載17世紀中期，西班牙（天主教）和荷蘭（新教）。兩國傳教士就曾在台灣北部的平埔族原住民區域展開傳教工作。但因兩政權並沒有在台灣深耘，加上統治台灣的期間與範圍有限，當時基督教信仰人口並無顯著增加。明鄭時期和清治前期，基督教的傳教活動遭到禁止，至1860年代台灣開港後，基督宗教各派別才正式進入台灣傳教。
依據《中華民國憲法》，台灣採取政教分離，但基督教在政治圈有著較大能見度。曾任中華民國總統的蔣中正、蔣經國、李登輝皆信仰基督教；臺灣本土的基督宗教組織（例如台灣基督長老教會）在參與臺灣民主化過程與社會運動中扮演重要角色，亦有為數不少的政界、公民運動人士為教徒。
自2001年起，台灣數個新教團體與天主教會皆會聯合舉行盛大的「國家祈禱早餐會」（簡稱國禱會），由元首與政界領袖為國祈禱，國禱會的出席組織包括不同的宗教團體。歷任總統包括陳水扁、馬英九、蔡英文和賴清德，皆有出席過國禱會。然而近年同性婚姻問題，部分基督宗教介入政治甚深，甚至投入選舉、公投、媒體等，受到批評，而基督宗教亦出現「宗教干政」的自我反省。
根據2017年台灣基督教會教勢報告，人數高於5萬的教會依序為：
- 台灣基督長老教會（258,222人）
- 天主教會（226,589人）
- 召會（145,318人）
- 台北靈糧堂（92,646人）
- 真耶穌教會（55,813人）
- 中華基督教浸信會聯會（53,905人）

### 新教
台灣新教中最大的宗派是加爾文主義的台灣基督長老教會，大多使用臺語、客家語及原住民語。第二大新教宗派則是召會。第三大、第四大新教宗派則是屬福音派、靈恩派，具中國自立教會背景的台北靈糧堂與真耶穌教會。其他擁有較多教友的新教教會包括浸信會、台灣信義會、行道會，阿民念主義的基督教台灣聖教會（阿民念主義）、循道宗背景的中華循理會等等。

#### 台灣基督長老教會（歸正宗）
在新教方面，馬雅各（於1865年登陸打狗）與喬治·萊斯里·馬偕（George Leslie Mackay，1844年3月21日—1901年6月2日）是台灣基督教的啟蒙者。馬偕於1871年到達台灣，在滬尾（今新北市淡水區）開始傳教，學習臺語。並且四處旅行傳播福音，除了在淡水、艋舺（今萬華）、錫口（今松山）、大稻埕、五股、苗栗、臺北、基隆、新竹擁有二十個以上教會之外也藉由行醫擴展基督教的教義，也因此，他所屬的加拿大或蘇格蘭系的長老教會於臺灣為基督教最大組織。根據PCT統計數據，2016年台灣基督長老教會有1277間教會，會友人數25.8萬人，出席人數12萬人，為在台灣基督信仰最大且影響力最深的宗派。

#### 台北靈糧堂
1954年9月，在台大陸靈糧堂會友發起，台北靈糧堂正式設立，並邀請趙世光牧師來台舉行多場佈道會。1957年8月，寇世遠弟兄正式負責本堂講堂服。台北靈糧堂是台灣近年發展最快速的基督教組織。據基督教學者調查，該教會在有組織有計劃發展下，2011年全台已植堂119個堂會，會友人數60,034人，出席人數23,695人(不含12歲以下兒童)。

#### 真耶稣教会
在日治时期传入台湾的真耶稣教会于1926年由张巴拿巴等人传入台湾，據基督教學者調查，到2011年為止真耶穌教會在台湾有教会244处，信徒达到52,501人，出席人數14,082人（不含12歲以下兒童）。

#### 召会
1948年后，大批原在中国大陆传教的教派纷纷转往台湾。其中最为活跃者为倪柝声所创立的地方召会（登记名称为教会聚会所，自称主的恢復），1949年之前已有数百名信徒，开始擘饼聚会。1949年倪柝声委托李常受开展台湾工作，数年内聖徒既增加至数万人。

#### 信義宗
台灣信義會於1954年11月10日正式成立。起源於西元1920年在河南雞公山成立的「基督教中華信義會」，在台灣延續其名，稱為「台灣信義會」。 台灣信義會先從高雄、台北兩地開始，逐漸擴展至台中、嘉義、台南等各地。台灣信義會第一間會堂－「基督教台灣信義會高雄教會」，於1951年成立。 初期由美國、挪威、芬蘭和丹麥四國八個差會合作，後來其中四差會因政策不同各自獨立發展成立總會。至1954年信義會所屬之堂會已有十三間、聖經學院一所、文字中心一間以及一處廣播中心，因此有必要建立一個在地的總會管理教會事務並邁向自立的目標。此外，行道會亦為信義宗背景的教會。

#### 其他新教教派
中華基督教浸信會於1948年12月26日，在台舉行第一次主日聚會。根據2011年教勢報告，該會在全台建立215所堂會，會友人數44,528人，出席人數19,897人(不含12歲以下兒童)。
聖公宗雖然在世界範圍內是新教的大宗派，但臺灣聖公會教友卻相對較少，僅有數千人。台灣聖公會是美國聖公會於1954年建立的美國聖公會海外教區，屬於美國聖公會第八教省。臺灣聖公會在行政體系上雖屬美國聖公會所轄，但實為自立自養教區。
臺灣衛理會主要是在1949年國民黨撤退來台後由原在中國的衛理公會傳入，1953年在台北正式建立台北衛理堂，1963年招開首屆臨時年議會，建立南北兩教區。1972年台灣教會自立，定名中華基督教衛理公會。
此外，台灣亦有一些福音派背景的無宗派教會，如台福教會等。

### 天主教會
天主教會在台灣真正經營是起始於19世紀中期。1858年，於對外戰爭失利的清廷與西方列強簽訂天津條約，台灣成為可自由經商傳教的地區之一。翌年，西班牙道明會依照羅馬教廷的要求，從菲律賓派神父2人抵台傳教，並在福建教友幫助下，首先於1862年，在打狗（今高雄）建立第一座教堂，是為聖母堂，之後再於1928年改建為今日的玫瑰聖母聖殿主教座堂。
日治時代，天主教會逐漸擴展至全台灣，到1913年7月19日，羅馬教廷成立台灣監牧區，使台灣擁有獨立的教會管區，當時教徒達到萬人，但仍由教廷敕封道明會士作為地方教長。1941年太平洋戰爭爆發後，台灣總督府迫使西方傳教士離台，改由日本人主持教務。二戰後，台灣進入中華民國時期，恢復由西班牙籍道明會神父主持教務。1952年8月7日，台灣建立聖統制，正式由原有的傳教區體制轉為教區制；而台灣的教區數目，也逐漸由原本的1個監牧區，現在增加至7個教區、1個宗座署理區。
今日天主教會台灣地區主教團為台灣天主教會最高領導機構，共分成七個教區、一個宗座署理區、主教十七位，其中包括單國璽樞機的這些主教，均由教宗所敕封。另外，台灣天主教會轄下還有神父修女共兩千位，分別在八百個教堂及社會事業，包括大學（輔大、靜宜、文藻）、醫院、地方診所、安老院、啟智中心等處所服務。台灣天主教信徒雖僅佔台灣人口約百分之一餘(根據2010年天主教官方報告有會堂718間，會友239,565人，無崇拜人數)，但在台灣基督徒總人口中佔多數，為人口第二多的基督教教會，且天主教會在台灣的社會服務、醫療與文教等公益方面的貢獻上，有著相當高的影響力，其社會服務事業也極為有名。

### 東正教會
目前台灣有兩間東正教教堂，一是屬於君士坦丁堡普世牧首座的「台灣基督東正教會」；二是屬於莫斯科牧首座的「台灣基督正教會」。台灣基督正教會，於2003年向政府正式註冊，現由正教會普世宗主教聖統香港及東南亞都主教教區管理教務。

### 其他基督教派
一些較小的基督宗教派別東方正統教會（非指正教會）、舊天主教會等無相關社群、僅偶然伴隨外籍人士出現在台灣人眼中。

## 臺灣泛靈信仰
臺灣原住民的傳統信仰是泛靈信仰（包含自然崇拜及祖靈崇拜），隸屬於南島原始神話體系的一部分。他們認為天地世間的萬物、自然現象和祖先都有神靈的存在。 在傳統信仰裡面，祖靈被認為最能影響族人的吉凶禍福，原住民相信祖靈會保護族人的農作物和渔獵收穫豐盛，因此最受原住民的敬畏。
通常來說，族裡的祭師在信仰活動中佔有重要的位置，他除了主持祭典儀式的進程，並與神靈進行溝通，也是族群歷史、神話和傳說的詮釋者，主導著整個族群的信仰和宇宙觀。

## 台灣移民民間信仰

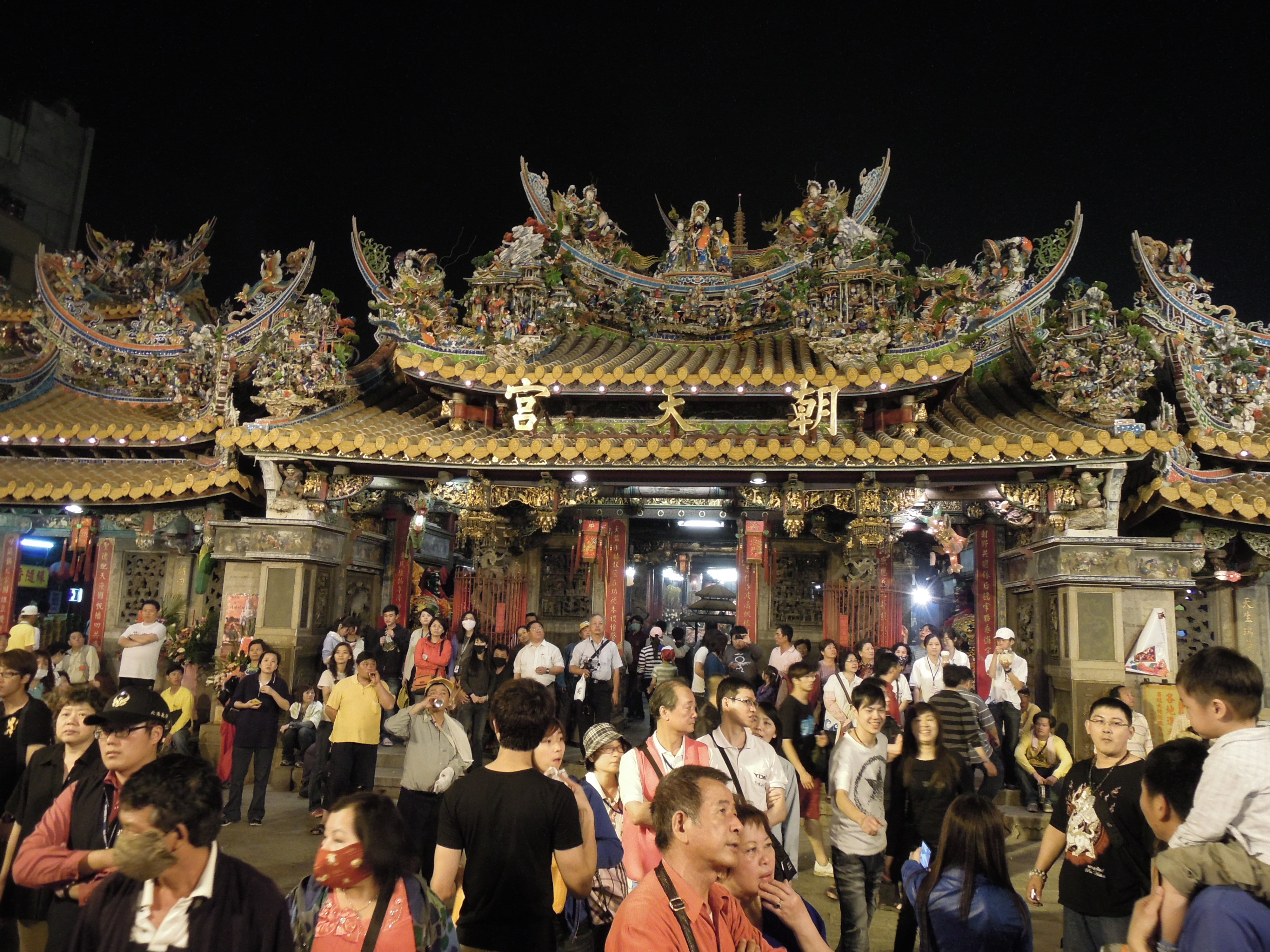
雲林縣北港朝天宮廟埕新年時夜晚人潮湧多。

台灣民間信仰揉合古代中國儒、釋、道三教的信仰，隨著閩粵移民，由中國大陸華南地區傳播來台，落地生根，逐漸產生本土的民間信仰風格，但多數仍為中國神明。全台被認定755.7萬道教徒中，混雜著台灣民間信仰者應佔大多數，而非正統道教。這裡面，也包含祭祖、巫術、鬼神和其他神靈、動物等泛靈崇拜等信仰。

### 起源與定義

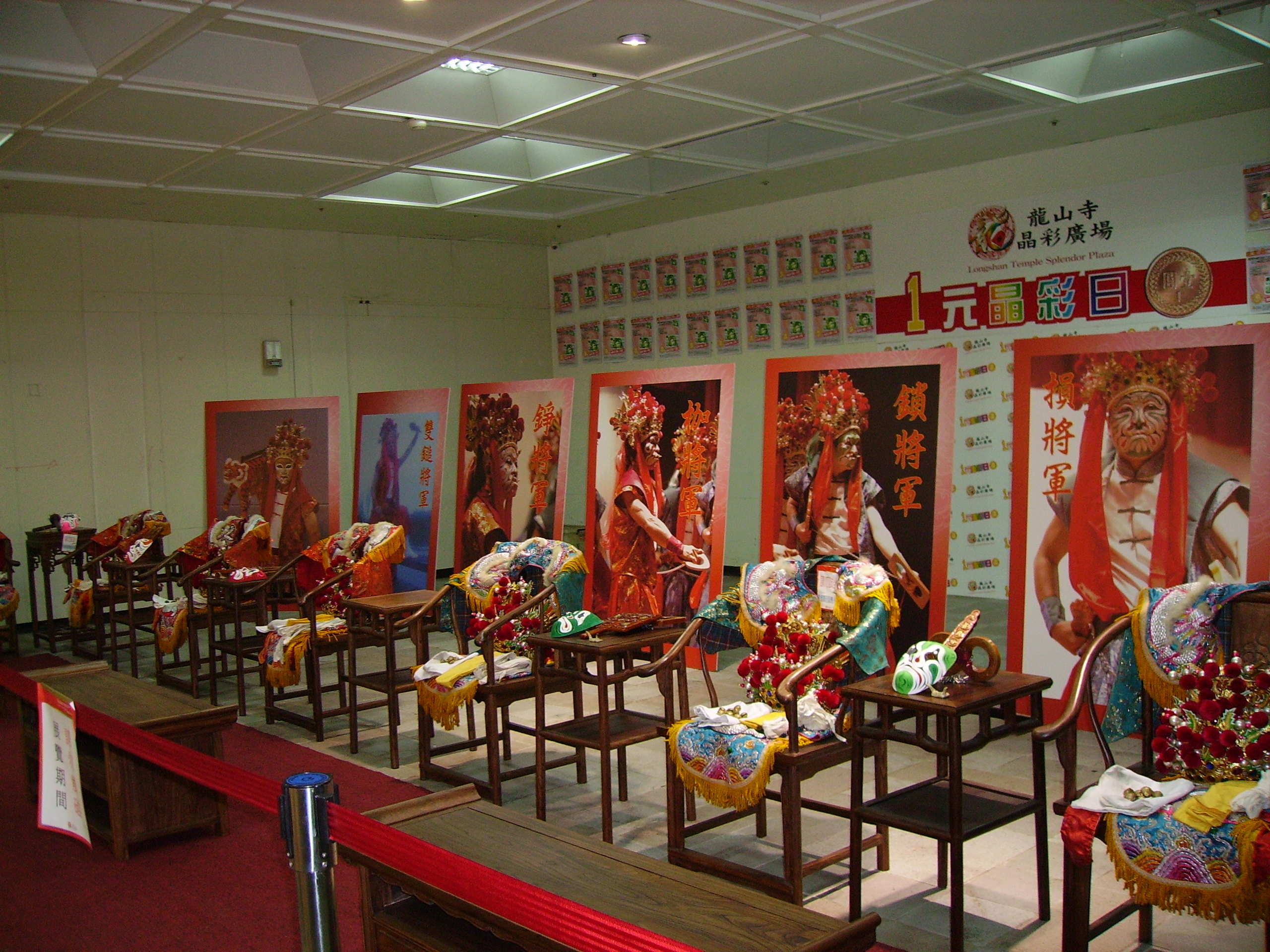
官將首的服裝與照片

閩客移民渡海來台時，大多由故里迎請地方神祇，分靈侍奉。由於移民渡海需面對莫測的海象變化，到台墾殖後，因水土不服，瘟疫四起，又須與台灣原住民及不同的墾殖團體相互械鬥，爭奪土地、水源、商業利益等等，迎奉而來的原鄉神祇，成為移民的精神認同，並逐步發展為無所不能的地方守護神。
除了人格化的地方守護神原因外，台灣民間信仰另外宗源則來自道教。本流行於泉漳一帶的正一派道教來台後，經過一段時間與佛儒兩教滲合，逐漸變成「民間基層人口的傳統信仰及文化現象，只求個人與家庭之富貴財子壽」的台灣多神格民間信仰。
台灣這種民間信仰也有學者將之歸類為「儒宗神教」或「鸞門」，因為就其信仰內容來看，大都是藉著神明持筆揮鸞來闡述儒宗孔教的倫理道德教化，相容聖賢、佛祖、仙神思想，強調修身、持家、行善、勸化；即以勸化世人，挽救人心，導正社會頹風惡習為宗旨。

### 信仰種類

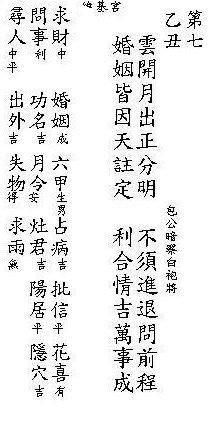
籤詩。信徒認為籤詩上面的詩，就是神明與自己對話

臺灣民間信仰基本為多神信仰，其中以地域性可區分，福建福州籍移民信奉的開閩聖王、臨水夫人，漳州籍移民信奉的開漳聖王，泉州同安籍移民的保生大帝，泉州三邑人的廣澤尊王，青山王，泉州安溪籍的清水祖師、顯應祖師、三代祖師、法主公、保儀大夫，泉州晉江籍的玄天上帝，潮州移民的三山國王，客家汀州籍的定光古佛。
另外，以鸞堂信仰發展的恩主信仰，也頗為盛行。所謂的恩主是扶鸞的名詞，是對人有恩德的主神，或者是救世主的意思。多以歷史名人為膜拜對象的恩主信仰，主要神祇有俗稱關恩主的關雲長、呂恩主是八仙中的呂洞賓、俗稱岳恩主的12世紀宋朝名將岳飛。恩主信仰中的多位神祇，民間常以關雲長為首，因此一般台灣人亦直稱關雲長為恩主公。
除了地域性神祇與恩主信仰外，台灣民間信仰尚有海神信仰的水仙尊王與媽祖，瘟神與英靈信仰融合的王爺信仰：五府千歲、溫王爺、五年千歲、五顯大帝等，死亡鬼靈神格化的有應公與義民爺及民間刑罰府衙神格化的八家將等。不過性質與道教幾乎難以釐清，不但信徒無法分辨兩者差別，就連一般統計數據與社會觀察，也將民間信仰歸於道教體系。
如果硬性歸類，台灣較接近道教的知名民間信仰廟宇如下
- 北部：台北行天宮、大龍峒保安宮、北投關渡宮、松山奉天宮、松山慈祐宮、大稻埕霞海城隍廟、艋舺青山宮、木柵指南宮、板橋慈惠宮、三重先嗇宮、烘爐地南山福德宮、大溪普濟堂、新竹城隍廟、新竹天公壇、基隆慶安宮、草嶺慶雲宮、礁溪協天廟等。
- 中部：白沙屯拱天宮、大甲鎮瀾宮、沙鹿玉皇殿、大庄浩天宮、彰化元清觀、彰化南瑤宮、鹿港天后宮、鹿港城隍廟、芳苑普天宮、埔鹽順澤宮、竹山紫南宮等。
- 南部：北港朝天宮、新港奉天宮、南鯤鯓代天府、新營太子宮、麻豆代天府、臺南開基玉皇宮、台灣府城隍廟、臺南大天后宮、高雄玉皇宮、高雄三鳳宮、高雄關帝廟、高雄文武聖殿、舊城城隍廟、哈瑪星代天宮、鳳山天公廟、鳳山城隍廟、旗津天后宮、東港東隆宮、車城福安宮等。
- 東部：花蓮慈天宮、花蓮勝安宮、台東天后宮等。
- 離島：澎湖天后宮、白坑玉聖殿、鎖港紫微宮。

據中華民國內政部提供資料顯示，台澎金馬地區現有包含種類為天公廟、關帝廟、媽祖廟、哪吒廟、王爺廟、土地廟等等民間信仰廟宇共8000間，利用民房設立之中型道壇約在10000間左右，傳教人員約有28,000餘人。

## 一貫道
一貫道发源于中国大陆、目前主要興盛於台灣的宗教信仰，根據一貫道的官方歷史源流簡介，在台灣應是孫慧明於1954年遷居到台灣之後開始盛行。不過也有學者認為，一貫道接納部分日治時期的儒教信仰人口。因該教結構嚴謹，又有秘密色彩，早期活動曾被國民黨政府大力壓制，1953年內政部更頒布禁令，嚴禁該宗教的散播，該限制直到1987年解嚴后才解除。

### 歷史
一貫道的中心主神是明明上帝：“明明上帝 無量清虛 至尊至聖 三界十方 萬靈真宰”，在其教內被視為與佛教大日如來、儒家昊天上帝、道教三清道祖等同。根據一貫道的主張，宇宙真理雖只有一，但可經由各種形式依各地風俗民情來顯現。另外，依照“一貫道源流”的記載，“一貫道”這個名稱開始於清光緒12年（公元1886年），於山東一帶開始傳教，之後拓展至各地。
一貫道在民間的興盛主要原因是由於傳道者或是組織經常主動的幫助街坊鄰居，教內人士亦是互相幫助，於是一貫道的活動與市井小民的生活緊緊的結合，從而興盛。同時也是因為教徒經常的聚眾活動，引起了當權者的注意，導致當局發佈了禁止一貫道的禁令。

### 佛堂
一貫道設有家庭佛堂與公共佛堂。個人家庭中設有規模較小的家庭佛堂，而公用道場中則設有公共佛堂。部份較大的道場，另設有講堂，專供講道用。佛堂所擺設的主要是三盞油燈（稱為佛燈），左右兩盞代表太陽與太陰，中間一定會有一盞油燈（稱為母燈），代表的是明明上帝無極老母，除此之外，還有主祀神祇。主祀神祇多為儒、釋、道三教人物。一般來說以彌勒祖師（彌勒尊佛）、南海古佛（觀音菩薩）、濟公活佛（降龍羅漢）、孚佑帝君（呂純陽）、關聖帝君等，做為主祀神祇，部份佛堂兩旁會懸掛祖師畫像、照片，或懸掛於講堂（講道的場所）。少部份大型佛堂，另設有祖師殿（路中一、張天然、孫慧明等）。

## 觀音法門
觀音法門由清海無上師於 1985 年創立，清海以弟子須接受印心儀式，接受純素飲食，並遵守五大戒律「不殺生、不偷盜、不邪淫、不妄語、不飲酒」，才可進入門下。創辦人張蘭君自稱能與上帝溝通，結合基督教、佛教、猶太際、印度教等等，並「宣稱自己是下一個繼承耶穌、佛和穆罕默德的人。」在台灣各著城市都有低調的道場，供會員修行、冥想、打坐等，在台勢力龐大，會員人數驚人。

### 事業
愛家國際餐飲 Loving Hut 為全球連鎖餐飲企業，在亞洲、歐洲、美洲、非洲、澳洲都有分據點，以清海無上師之名，在各大城市提供純素飲食。店內通常會播放組織內部製作的無上師電視台。餐廳內也通常可見供奉師父之照片、畫像、藝術作品、簽名等等。另外還成立清海無上師世界會出版社，建立給信徒購物的線上商店「黃金新紀元」，可購買各種師父設計的精美藝術品，事業版圖非常廣大多元。

### 爭議
1. 清海無上師過去原是聖嚴法師釋聖嚴的弟子，由於語言能力優異，當時替聖嚴法師提供英文秘書與翻譯等工作。之後開始從聖嚴法師門下私自招收信徒，傳授修行法門「觀音法門」，因此開啟了她自己的宗教事業，並在苗栗西湖開啟了自己的道場。
2. 民國 85 年時，清海被污指斂財接受調查，離開台灣，事後證明非事實。近年才再度在台灣進出，清海本人行事非常低調, 只著重在修行方面。
3. 信徒自認等級不夠高鮮少談論自己的宗教信仰或是上師的背景，出入道場需要會員通行證，不對外開放。
4. 信徒家中有時可見購買的清海無上師的珠寶、服飾設計（也稱為天衣）、藝術作品、甚至是她使用過的物品（手錶、牙刷、服飾等），因為不接受供養, 這些是清海弘法的資金來源。
5. 清海講道時通常配戴各種珠寶，衣著極為高貴且華美，據她表示世界是美好的, 人的穿著應該也是高雅的。 因為没有道場, 同修們經常要在雨中搭帳篷修行, 2019 年信徒終於花費20億買下苗栗縣苑裡鎮溫泉遊樂區，購入地產建置道場。
6. 2019 年，在台灣舉辦為期五天的「國際禪」，邀請海外各國信徒來台共襄盛舉，會員一人繳納台幣 $5000 元。信徒們遵守使用者付費不虧欠世人的道理。

## 伊斯蘭教
台灣穆斯林大約分布於臺北、桃園、高雄三處。其中大多是1950年代國共內戰來台避禍的人員，與近年來移入的新住民人士，母國大多來自印尼。

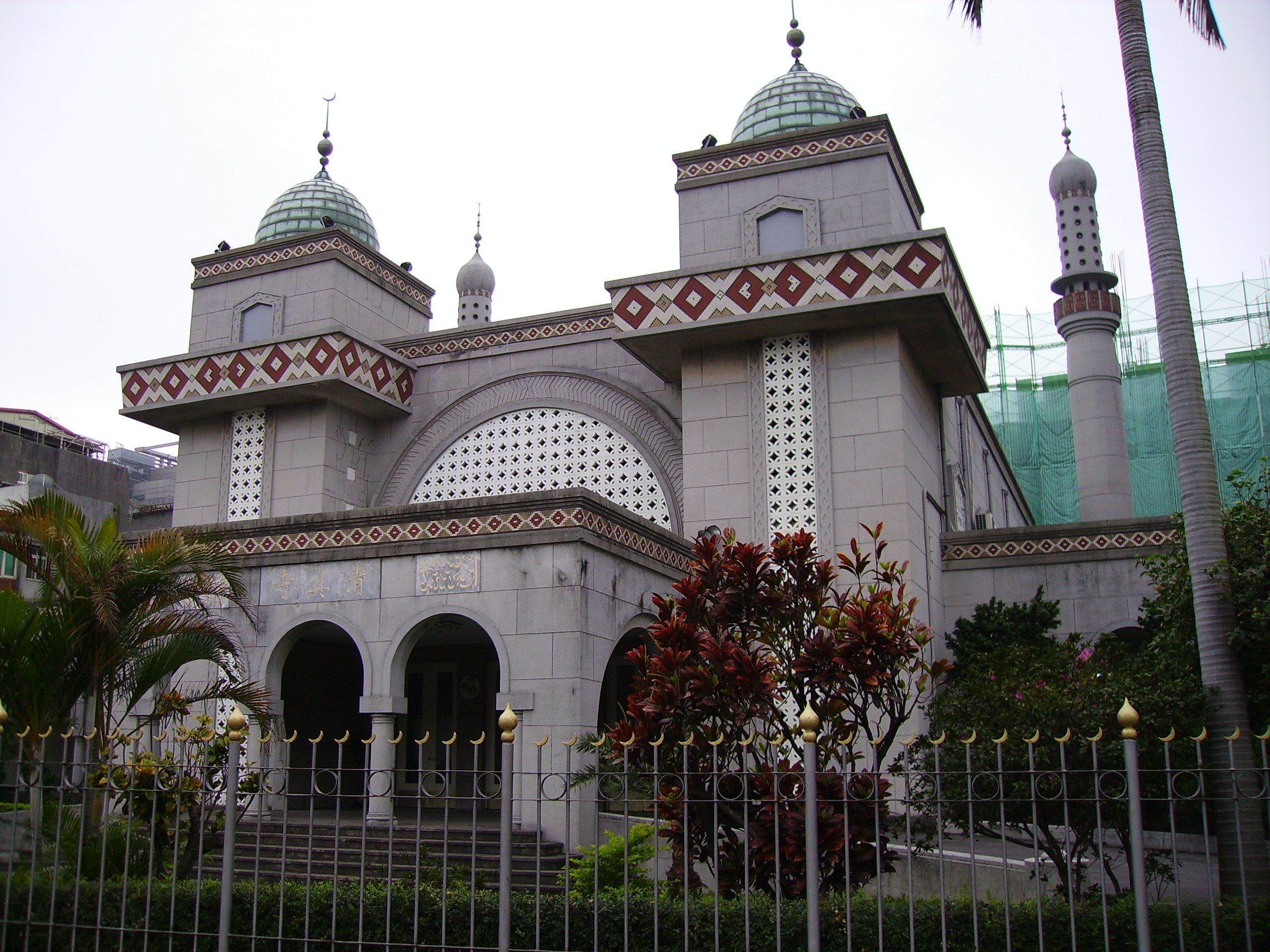
台北清真寺

1661年，福建漢人鄭成功攻下當時由荷蘭統治的台灣，隨同登陸台灣的福建軍民也有不少穆斯林，如或泉州陳棣丁氏與郭氏的伊斯蘭裔臺灣河洛人。之後為數不少的這些中國穆斯林大部分是來自泉州的郭姓漢人，相傳是唐代名將郭子儀後代。這些大部分來自福建惠安白奇鄉郭姓族人也有「北奇郭」的另外稱呼。（泉州漢語北奇與白奇同音。）
伊斯蘭教於台灣真正大有進展是1949年國共內戰後，隨著當時國防部部長白崇禧與軍事將領馬步芳等知名伊斯蘭教徒人士來台定居的20000名穆斯林教眾。1950至1960年代，因為20000多名穆斯林與知名將領白崇禧推動下，台灣伊斯蘭教有了一定程度的復興。1980年代以前，更因台灣與許多中東國家的政經交往密切，穆斯林人數呈現一定發展，從20000人增長到50000人。
1980年代後，因為白崇禧等知名回教人士去世和中華民國與伊斯蘭國家陸續斷交等種種因素，台灣伊斯蘭教發展開始走下坡，信仰人數並無增長。截至2020年，台灣共有十一座清真寺，其中最著名的為台北清真寺，教長為趙錫麟先生。而其他比較知名的穆斯林有石永貴、馬鎮方、穆閩珠、林忠正、劉文雄，其中以曾擔任立法委員的劉文雄參與教務最為積極。

## 神道教
隨著日本統治而傳至臺灣，成為大日本帝國以神道教為國教（即國家神道）作為政教合一的統治手段控制台灣，在台灣各地皆有神社，甚至出現揉合日本神道、臺灣民間信仰的新興宗教天母教。
日治時期結束後，人民移除大部分神社，神社幾近絕跡。僅臺南市延平郡王祠（原開山神社）因主祀之鄭成功為中、日混血，偶有出生地平戶市代表，以神道教方式祭祀。
2018年開始重新供奉的屏東縣牡丹鄉高士部落的高士神社，是全台第一座也是目前唯一恢復祭祀的神社，但祭祀神靈為排灣祖靈，並非日本神祇；另外，戰前目前全臺各地仍有一些遺構，在修復後多成為古蹟、觀光景點、忠烈祠等。詳見台灣神社列表。

## 獨立教會
台灣存在一些非三位一體的教派，如在街頭及校園等可常見到騎單車穿白襯衫的摩門教（耶穌基督後期聖徒教會）教士。此外，耶和華見證人也在台灣有一定活動。自南韓傳入的統一教會，也在台灣小範圍流傳。江端仪在1960年代创立的新约教会也是一個非三位一體的派別。

## 印度教
台灣約有4000名印度裔人士，主要信仰印度教。

## 猶太教
台灣約有1000名在臺猶太人，主要信仰猶太教，可見其於臺北市及高雄市等地開設以色列餐廳。

## 山達基
又稱科學神教，信仰人數約1000人，於高雄市設有大型宗教機構「教會」，其餘各地中小型機構則稱為中心。

## 統計
| 宗教       | 2000年    | 2000年    | 2010年    | 2010年    |
| 宗教       | 人數      | %         | 人數      | %         |
| ---------- | --------- | --------- | --------- | --------- |
| 道教       | 803,993   | 51.1      | 790,654   | 50.6      |
| 新教       | 372,082   | 23.7      | 394,390   | 25.2      |
| 天主教     | 183,703   | 11.7      | 177,076   | 11.3      |
| 佛教       | 195,917   | 12.5      | 166,196   | 10.6      |
| 一貫道     | 6,722     | 0.4       | 18,198    | 1.2       |
| 伊斯蘭教   | 5,953     | 0.4       | 7,970     | 0.5       |
| 巴哈伊教   | 2,330     | 0.1       | 2,265     | 0.1       |
| 天理教     | 1,591     | 0.1       | 1,029     | 0.1       |
| 山達基教會 | 不適用    |           | 1,000     | 0.1       |
| 儒教       | 不適用    |           | 909       | 0.1       |
| 摩門教     | 不適用    |           | 375       | 0.0       |
| 軒轅教     | 304       | 0.0       | 317       | 0.0       |
| 天德教     | 195       | 0.0       | 306       | 0.0       |
| 彌勒大道   | 不適用    |           | 267       | 0.0       |
| 理教       | 160       | 0.0       | 222       | 0.0       |
| 統一教     | 不適用    |           | 150       | 0.0       |
| 真光教     | 不適用    |           | 100       | 0.0       |
| 黃中       | 不適用    |           | 42        | 0.0       |
| 天帝教     | 152       | 0.0       | 33        | 0.0       |
| 總計       | 1,573,102 | 1,573,102 | 1,562,606 | 1,562,606 |

| 宗教別       | 寺廟教堂數 | 信徒人數（已皈依） |
| ------------ | ---------- | ------------------ |
| 2024         | 15,206     | 938,504            |
| 寺廟         | 12,361     | 938,504            |
| 道教         | 9,794      | 815,146            |
| 佛教         | 2,273      | 99,058             |
| 三一（夏）教 | 1          | 24                 |
| 理教         | 4          | 192                |
| 軒轅教       | 8          | 268                |
| 天帝教       | -          | -                  |
| 一貫道       | 240        | 17,849             |
| 天德聖教     | 5          | 194                |
| 彌勒大道     | 8          | 327                |
| 天道         | 1          | 93                 |
| 先天救教     | -          | -                  |
| 其他         | 27         | 5,353              |
| 教（會）堂   | 2,845      | -                  |
| 猶太教       | 1          | -                  |
| 天主教       | 418        | -                  |
| 新教         | 2,374      | -                  |
| 伊斯蘭教     | 5          | -                  |
| 東正教       | -          | -                  |
| 天理教       | 17         | -                  |
| 巴哈尹教     | 2          | -                  |
| 真光教團     | -          | -                  |
| 山達基       | 1          | -                  |
| 統一教       | -          | -                  |
| 摩門教       | 5          | -                  |
| 其他         | 22         | -                  |

### 引用
1. ↑  .   [2024-02-18]. 原始内容存档于2024-06-26.
2. ↑  《中華民國憲法》第13條：「人民有信仰宗教之自由。」
3. ↑  《中華民國憲法》第7條：「中華民國人民，無分男女、宗教、種族、階級、黨派，在法律上一律平等。」
4. ↑  .   [2022-10-08]. （原始内容存档于2022-11-28）.
5. ↑  . 宗教信仰在臺灣. 2011-12-01  [2024-04-19]. （原始内容存档于2021-03-14） （中文（臺灣））.
6. ↑  mixture of Buddhist, Confucian, and Taoist 93%, Christian 4.5%, other 2.5%《The Global Situation》Quinton Crawford (2010)
7. 1 2  CIA World Factbook "Taiwan" （页面存档备份，存于） - 2020年3月26日閲覧。
8. 1 2  .   [2022-10-08]. （原始内容存档于2022-11-28）.
9. 1 2  .   [2021-06-02]. （原始内容存档于2021-03-14）.
10. ↑  .   [2021-06-02]. （原始内容存档于2021-06-24）.
11. ↑  . 內政部全球資訊網-中文網. 2020-03-23  [2024-04-19]. （原始内容存档于2024-04-19） （中文（臺灣））.
12. ↑  溫國良編譯，《台灣總督府公文類纂宗教史料彙編》，台灣省文獻會，1999.6，頁58。
13. ↑  .   [2013-05-26]. （原始内容存档于2012-08-18）.
14. ↑  劉子維. . BBC. 2016-12-22  [2019-03-20]. （原始内容存档于2020-08-06）.
15. ↑  長老教會青年陣線. . 上報. 2019-01-14  [2019-03-20]. （原始内容存档于2021-09-10）.
16. ↑  2017台灣基督教會教勢報告 （页面存档备份，存于）中華基督教協進會，2019年
17. ↑  . 基督教今日報.   [2023-06-11]. （原始内容存档于2023-06-11）.
18. 1 2  . 臺灣原住民族資訊資源網. 原住民族委員會.   [2019-05-13]. （原始内容存档于2020-11-05）.
19. ↑  . 全國宗教資訊網. 中華民國內政部民政司.   [2019-05-13]. （原始内容存档于2016-07-21）.
20. ↑  . 內政統計年報. 內政部統計處.   [2016-07-24]. （原始内容存档于2017-10-08）.
21. ↑  . 內政部全球資訊網-中文網.   [2025-08-11] （中文（臺灣））.

## 外部連結
- 全國宗教資訊網 （页面存档备份，存于）
- 中華民國各宗教簡介 （页面存档备份，存于）
- 世界宗教博物館 （页面存档备份，存于）

## 参閱
- 台灣民間信仰
- 台灣佛教
- 台灣道教
- 台灣基督教
  - 台灣天主教
  - 台灣東正教
- 台灣媽祖信仰